# Manuel Mestre Barea
Manuel Mestre Barea, né le 3 janvier 1952, est un homme politique espagnol membre de Vox.

## Biographie
Il fait carrière au sein de l'armée et de vient général de l’armée de l’air. Il a notamment dirigé une base de l’OTAN à Lisbonne.
Lors des élections générales anticipées du 28 avril 2019, il est élu député au Congrès des députés pour la XIIIe législature  dans la circonscription d'Alicante. Il est réélu lors des élections générales anticipées du 10 novembre 2019 pour la XIVe législature.